# Farid Hamade

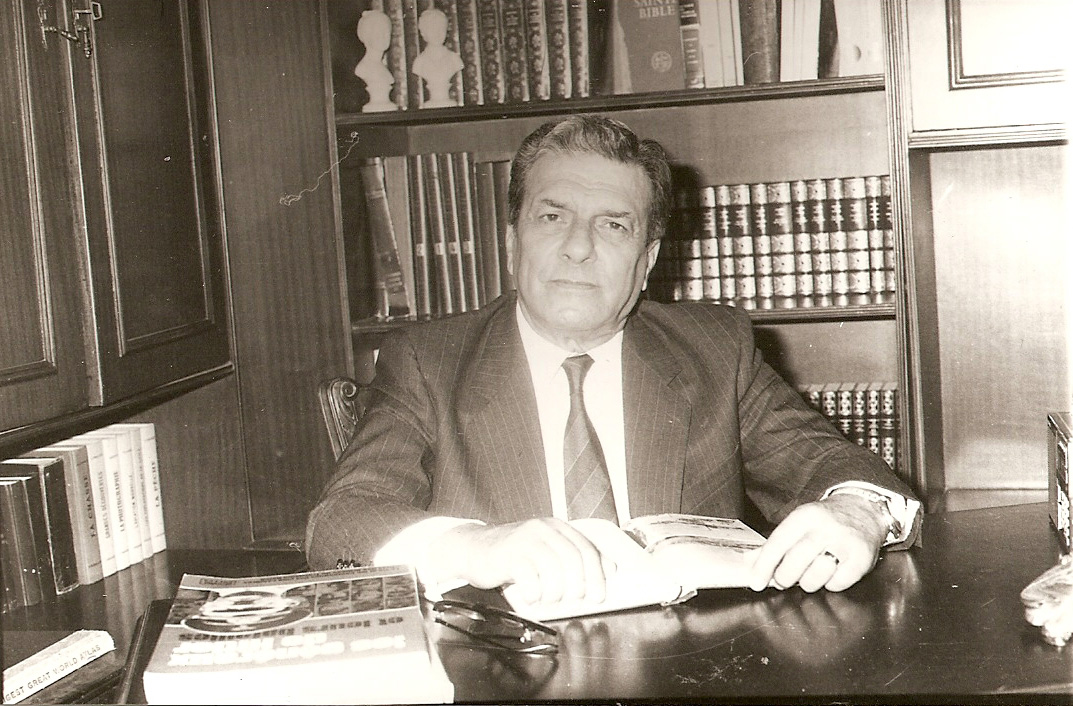
Farid Hamadé

Scheich Farid Hamadé (arabisch الشيخ فريد رشيد حمادة, DMG aš-Šaiḫ Farīd Rašīd Ḥamāda, auch: Amadet, * 14. Mai 1925 in Baaklin, Libanon; † 19. März 1999 in Paris) war ein drusischer Rechtsanwalt und Politiker.

## Biographie
Farid Hamadé war ein Sohn des Scheichs Yazbaki, Rachid Hamadé (Rashid bin Hussein Hamada (arabisch رشيد بن حسين حمادة, 1894–1970))., Er gehörte dem Maschyachat al-ʿAql an, da er der Nachfahre von drei Linien der Scheichs ʿAql war.
Im Libanesischen Bürgerkrieg stellte er sich gegen die Politik der Familie Dschumblat und bemühte sich um Allianzen mit den gemäßigten Christen des Libanon.
Mehrere Attentate wurden auf ihn verübt. Sein größter Gegner war Walid Dschumblat.
1990 ging er mit seiner Familie ins Exil nach Frankreich , nachdem die Syrische Armee in die Gebiete einmarschiert war, die bis dahin unter der Kontrolle des maronitischen Offiziers Michel Aoun gestanden hatten. Mit ihm endete die Linie der Scheichs ʿAql Yazbaki.
Im Exil gründete und leitete er die Front mondial pour la libération du Liban.
Er verstarb am 19. März 1999 und wurde auf dem Friedhof Père-Lachaise in Paris beigesetzt.

## Familie
Hamadé hatte drei Kinder: Maân Hamadé, Khaled Hamadé und Nada Hamadé.
Die Familie verwaltet ein wichtiges historisches und religiöses Erbe der Drusen.

## Zitate
"Les seigneurs de la guerre, ne seront jamais les princes de la paix." – Die Herren des Krieges sind niemals die Fürsten des Friedens.